# Mathieu II de Montmorency
Mathieu II de Montmorency, död 24 november 1230, var en fransk baron och konnetabel.
Montmorency utmärkte sig i Normandie under Filip II August, var en av de herrar, som förde kommandot över franska härens västra flygel i Slaget vid Bouvines 1214, deltog i Ludvig VIII:s strider i Sydfrankrike och stödde drottning Blanche mot upproriska vasaller under Ludvig IX:s minderårighet.